# Janbirdi al-Ghazali
Pour les articles homonymes, voir al-Gazali.
Janbirdi al-Ghazali (جان بردي الغزالي, Jān-Birdi al-Ghazāli en arabe, Canberdi Gazali en turc), officier du sultanat mamelouk d'Égypte puis de l'Empire ottoman, gouverneur de la province ottomane de Syrie de février 1518 à février 1521, il prit l'initiative d'une révolte contre le pouvoir ottoman où il trouva la mort.

## Des mamelouks aux Ottomans

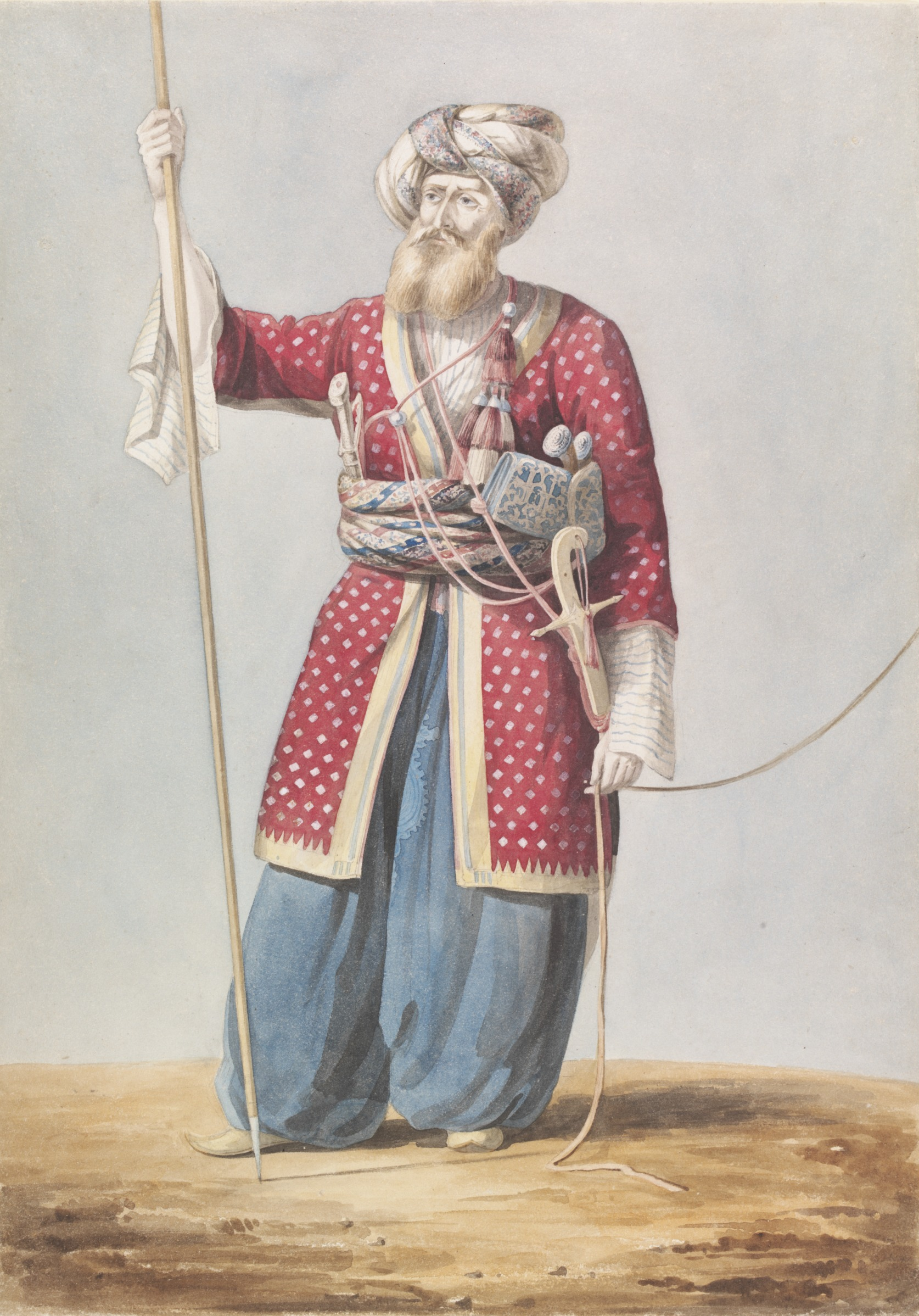
Mamelouk d'Alep par William Page, vers 1816-1824

D'origine slave, Ghazali fait carrière comme mamelouk (soldat-esclave), c'est-à-dire membre de la classe guerrière privilégiée du sultanat qui s'étend sur l'Égypte et la Syrie. Il est nommé naib (vice-roi) de la province de Hama en Syrie. Lors de l'invasion du sultanat mamelouk par le sultan ottoman Sélim Ier, il combat à la bataille de Marj Dabiq (25 août 1516) puis à celle de Khan Younès où il est blessé. Sélim Ier, en 1517, s'empare de l'Égypte et dépose le dernier sultan mamelouk Al-Achraf Tuman Bay. Impressionné par ses qualités guerrières de Ghazali, il le prend à son service.
En février 1518 Ghazali est nommé gouverneur de la province ottomane de Syrie qui comprend ce qui est aujourd'hui le centre et le sud de la Syrie, le Liban, la Palestine et la Jordanie. Il verse au sultan ottoman un tribut de 230 000 dinars par an ; il est également chargé de diriger une des deux caravanes annuelles du pèlerinage de La Mecque. Il soumet les tribus indociles des Turkmènes de Syrie et les charge d'escorter les pèlerins. Comme responsable des waqfs (biens consacrés), il fait restaurer la Grande Mosquée des Omeyyades à Damas et autres mosquées, écoles et canaux.

## Révolte contre le sultan ottoman

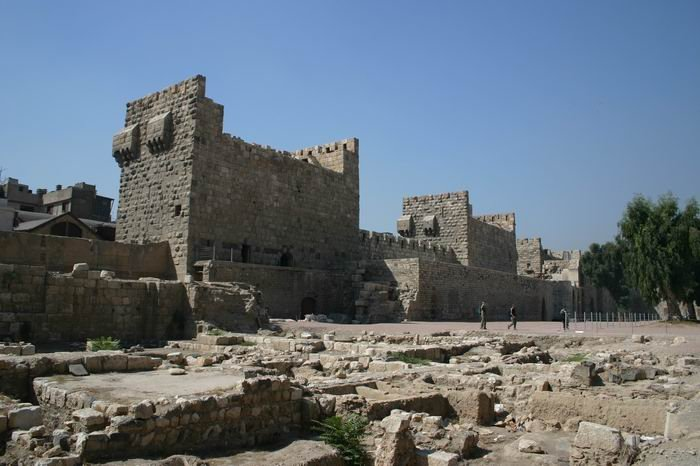
La citadelle de Damas, 2006

Apprenant la mort de Sélim Ier, survenue le 20 septembre 1520, et que son fils et successeur Soliman Ier était jeune et sans expérience, Ghazali décide de restaurer pour son propre compte l'ancien sultanat mamelouk. Il s'empare de la citadelle de Damas et envoie un de ses esclaves occuper Beyrouth. Il écrit à Khaïr Beg, autre ancien chef mamelouk devenu gouverneur de la province ottomane d'Égypte, pour l'inviter à se joindre à sa rébellion. Khaïr Beg, pour gagner du temps, répond à Ghazali qu'il se joindra à lui quand il se sera emparé de la province d'Alep et du reste de la Syrie, mais il écrit à la Sublime Porte pour dénoncer les projets de Ghazali. Entretemps, les villes de Tripoli, Hama et Homs se sont ralliées à Ghazali ; celui-ci élimine les éléments fidèles aux Ottomans et fait prononcer la khotba et battre monnaie à son nom, adoptant le nom de règne de al-Malik al-Ashraf, "le très noble roi".
Au début de novembre 1520, Ghazali se met en marche vers le nord avec une armée de 15 000 cavaliers mamelouks et turkmènes et 8 000 arquebusiers. Il fait le siège d'Alep, défendue par Karadja Ahmed Pacha (tr), pendant un mois et demi, sans résultat. Dans le même temps, une armée ottomane marche contre lui depuis les Dardanelles sous le commandement du vizir Ferhad Pacha : elle comprend 4 000 janissaires et 4 000 sipahis auxquels se joignent, pendant la traversée de  l'Anatolie, les troupes du beylerbey de Karaman et celles du prince de Dulkadir, vassal des Ottomans. Gazali, apprenant l'approche de l'armée de Ferhad Pacha, bat en retraite vers Damas. Les deux armées s'affrontent à la bataille de Mastaba (tr) ; Ghazali, vaincu, tente de s'enfuir sous l'habit d'un derviche, mais il est dénoncé par son propre trésorier, capturé et décapité. Ferhad Pacha, victorieux, reçoit l'ordre de se porter avec son armée vers Kayseri, dans l'Est de l'Anatolie, pour empêcher une tentative d'invasion du chah séfévide Ismaïl Ier. La tête de Ghazali est envoyée à Constantinople, la ville de Damas et les villages environnants mis à sac et 3 000 habitants exécutés.

## Sources et bibliographie
- (en) Cet article est partiellement ou en totalité issu de l’article de Wikipédia en anglais intitulé « Janbirdi al-Ghazali » (voir la liste des auteurs) dans sa version du 21 mars 2017.
- J. de Hammer, Histoire de l'Empire ottoman depuis son origine jusqu’à nos jours, Paris, 1840